# Twyford (Leicestershire)
Twyford – wieś w Anglii, w Leicestershire, w dystrykcie Melton, w civil parish Twyford and Thorpe. W 1931 roku civil parish liczyła 282 mieszkańców. Twyford jest wspomniana w Domesday Book (1086) jako Taiworde/Tuiuorde.